# Jordan Davis

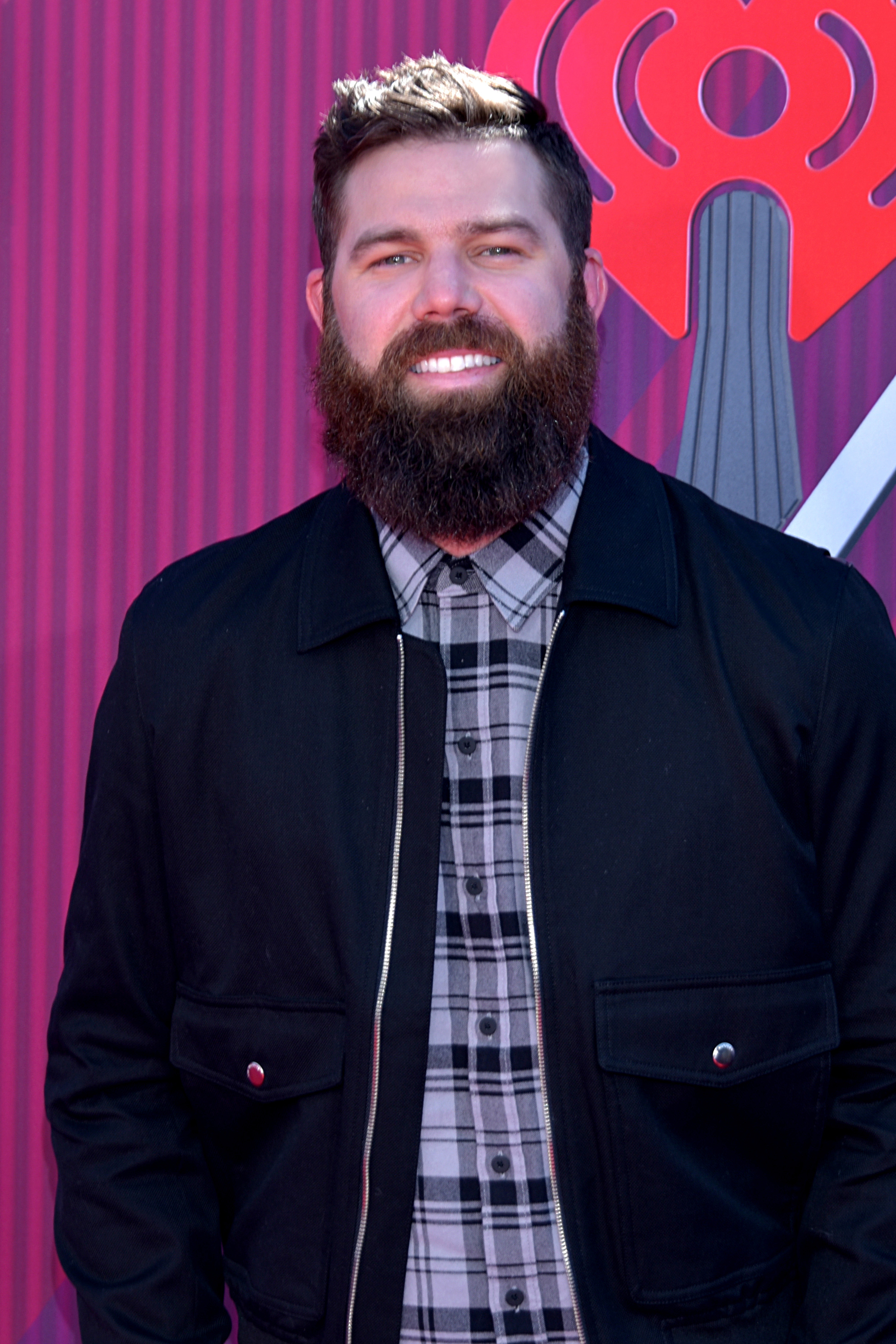
Jordan Davis 2019 beim iHeartRadio Music Award

Jordan Carl Wheeler Davis (* 30. März 1988 in Shreveport, Louisiana, Vereinigte Staaten) ist ein US-amerikanischer Country-Sänger und Songschreiber. Er ist bei Universal Music Group Nashville unter Vertrag.

## Leben
Davis begann im Alter von zwölf Jahren mit dem Gitarrespielen. Er besuchte die C. E. Byrd High School.
Jordans Onkel Stan Paul Davis war ein professioneller Songwriter, der zwei Hits für Tracy Lawrence komponierte (den 1992er Hit „Today's Lonely Fool“ und den 1997er Nummer-Zwei-Hit „Better Man, Better Off“). Sein älterer Bruder Jacob verfolgt auch eine Karriere als Sänger.
Jordan Davis absolvierte 2012 die Louisiana State University in Baton Rouge mit einem Abschluss in Ressourcenschonung. Im selben Jahr beschloss er, nach Nashville zu ziehen. 2015 unterschrieb er einen Vertrag mit „ole Rights Management“, und im Februar 2016 unterschrieb er bei UMG Nashville. In jenem Jahr begann er, mit Paul DiGiovanni zusammenzuarbeiten – einem Gitarristen, der bereits mit Dan + Shay und Hunter Hayes gearbeitet hatte. Davis begann mit der Arbeit an seinem ersten Album. Seine erste Single „Singles You Up“ kletterte auf Platz fünf in der Country Airplay-Charts von Billboard.
Am 23. März 2018 veröffentlichte Davis sein Debütalbum Home State.

## Privat
Davis heiratete am 25. März 2017 die Rechtsanwältin Kristen O’Connor, mit der er drei Kinder hat.

## Diskografie

### Studioalben
| Jahr | Titel Musiklabel                  | Höchstplatzierung, Gesamtwochen, AuszeichnungChartplatzierungen (Jahr, Titel, Musiklabel, Platzierungen, Wochen, Auszeichnungen, Anmerkungen) | Höchstplatzierung, Gesamtwochen, AuszeichnungChartplatzierungen (Jahr, Titel, Musiklabel, Platzierungen, Wochen, Auszeichnungen, Anmerkungen) | Anmerkungen                            |
| Jahr | Titel Musiklabel                  | US | Country | Anmerkungen                            |
| ---- | --------------------------------- | --- | --- | -------------------------------------- |
| 2018 | Home State MCA Nashville (UMG)    | US47 Platin · (18 Wo.)US | Country6 (104 Wo.)Country | Erstveröffentlichung: 23. März 2018    |
| 2021 | Buy Dirt MCA Nashville (UMG)      | US86 (18 Wo.)US | Country11 (78 Wo.)Country | Erstveröffentlichung: 21. Mai 2021     |
| 2023 | Bluebird Days MCA Nashville (UMG) | US19 Platin · (75 Wo.)US | Country3 (97 Wo.)Country | Erstveröffentlichung: 17. Februar 2023 |

### EPs
| Jahr | Titel Musiklabel                 | Höchstplatzierung, Gesamtwochen, AuszeichnungChartplatzierungen (Jahr, Titel, Musiklabel, Platzierungen, Wochen, Auszeichnungen, Anmerkungen) | Höchstplatzierung, Gesamtwochen, AuszeichnungChartplatzierungen (Jahr, Titel, Musiklabel, Platzierungen, Wochen, Auszeichnungen, Anmerkungen) | Anmerkungen                        |
| Jahr | Titel Musiklabel                 | US | Country | Anmerkungen                        |
| ---- | -------------------------------- | --- | --- | ---------------------------------- |
| 2020 | Jordan Davis MCA Nashville (UMG) | US124 (1 Wo.)US | Country16 (1 Wo.)Country | Erstveröffentlichung: 22. Mai 2020 |

Weitere EPs
- 2023: The Hits

### Singles
| Jahr | Titel Album                              | Höchstplatzierung, Gesamtwochen, AuszeichnungChartplatzierungen (Jahr, Titel, Album, Platzierungen, Wochen, Auszeichnungen, Anmerkungen) | Höchstplatzierung, Gesamtwochen, AuszeichnungChartplatzierungen (Jahr, Titel, Album, Platzierungen, Wochen, Auszeichnungen, Anmerkungen) | Anmerkungen                                          |
| Jahr | Titel Album                              | US | Country | Anmerkungen                                          |
| ---- | ---------------------------------------- | --- | --- | ---------------------------------------------------- |
| 2017 | Singles You Up Home State                | US50 ×4Vierfachplatin · (19 Wo.)US | Country4 (42 Wo.)Country | Erstveröffentlichung: 6. Juni 2017                   |
| 2018 | Take It From Me Home State               | US46 ×2Doppelplatin · (13 Wo.)US | Country4 (37 Wo.)Country | Erstveröffentlichung: 7. Mai 2018                    |
| 2019 | Slow Dance in a Parking Lot Home State   | US37 ×3Dreifachplatin · (19 Wo.)US | Country6 (38 Wo.)Country | Erstveröffentlichung: 22. April 2019                 |
| 2020 | Almost Maybes Buy Dirt                   | US43 ×2Doppelplatin · (23 Wo.)US | Country7 (59 Wo.)Country | Erstveröffentlichung: 25. Mai 2020                   |
| 2020 | Lose You Buy Dirt                        | — | Country49 (1 Wo.)Country | Erstveröffentlichung: 16. Oktober 2020               |
| 2021 | Buy Dirt                                 | US22 ×5Fünffachplatin · (37 Wo.)US | Country1 (50 Wo.)Country | Erstveröffentlichung: 19. Juli 2021 feat. Luke Bryan |
| 2022 | What My World Spins Around Bluebird Days | US40 ×3Dreifachplatin · (28 Wo.)US | Country8 (34 Wo.)Country | Erstveröffentlichung: 6. Juni 2022                   |
| 2022 | Next Thing You Know Bluebird Days        | US23 ×2Doppelplatin · (31 Wo.)US | Country7 (44 Wo.)Country | Erstveröffentlichung: 12. August 2022                |
| 2023 | Tucson Too Late Bluebird Days            | US71 Gold · (14 Wo.)US | Country13 (26 Wo.)Country | Erstveröffentlichung: 21. August 2023                |
| 2024 | I Ain’t Sayin’ –                         | US58 Gold · (14 Wo.)US | Country12 (26 Wo.)Country | Erstveröffentlichung: 26. Juli 2024                  |
| 2025 | In Case You Missed It –                  | — | Country39 (1 Wo.)Country | Erstveröffentlichung: 7. Februar 2025                |
| 2025 | Bar None –                               | US71 (… Wo.)US | Country20 (… Wo.)Country | Erstveröffentlichung: 28. März 2025                  |

Weitere Singles
- 2019: Trouble Town
- 2019: Cool Anymore (feat. Julia Michaels, US: Gold)
- 2020: Detours

## Auszeichnungen für Musikverkäufe
| Silberne Schallplatte - Vereinigtes Königreich - 2024: für die Single Buy Dirt - 2024: für die Single Next Thing You Know Goldene Schallplatte - Australien - 2025: für die Single I Ain’t Sayin’ - Kanada - 2024: für die Single Cool Anymore - 2024: für die Single Tucson Too Late Platin-Schallplatte - Australien - 2024: für die Single Slow Dance in a Parking Lot - 2024: für die Single Take It From Me - 2024: für die Single What My World Spins Around - 2025: für die Single Almost Maybes - Kanada - 2019: für die Single Take It From Me - 2023: für das Album Home State - 2024: für das Album Buy Dirt - 2024: für das Album Bluebird Days | 2× Platin-Schallplatte - Australien - 2024: für die Single Next Thing You Know - 2025: für die Single Singles You Up - Kanada - 2023: für die Single Almost Maybes - 2024: für die Single Slow Dance in a Parking Lot 3× Platin-Schallplatte - Kanada - 2024: für die Single Next Thing You Know - 2025: für die Single What My World Spins Around 4× Platin-Schallplatte - Australien - 2025: für die Single Buy Dirt - Kanada - 2023: für die Single Singles You Up 8× Platin-Schallplatte - Kanada - 2025: für die Single Buy Dirt |

Anmerkung: Auszeichnungen in Ländern aus den Charttabellen bzw. Chartboxen sind in ebendiesen zu finden.
| Land/RegionAuszeichnungen für Musikverkäufe (Land/Region, Auszeichnungen, Verkäufe, Quellen) | Silber     | Gold     | Platin       | Verkäufe   | Quellen         |
| -------------------------------------------------------------------------------------------- | ---------- | -------- | ------------ | ---------- | --------------- |
| Australien (ARIA)                                                                            | —          | Gold1    | 12× Platin12 | 875.000    | aria.com.au     |
| Kanada (MC)                                                                                  | —          | 2× Gold2 | 26× Platin26 | 2.360.000  | musiccanada.com |
| Vereinigte Staaten (RIAA)                                                                    | —          | 3× Gold3 | 23× Platin23 | 24.500.000 | riaa.com        |
| Vereinigtes Königreich (BPI)                                                                 | 2× Silber2 | —        | —            | 400.000    | bpi.co.uk       |
| Insgesamt                                                                                    | 2× Silber2 | 6× Gold6 | 61× Platin61 |            |                 |